# Sascha Schmid

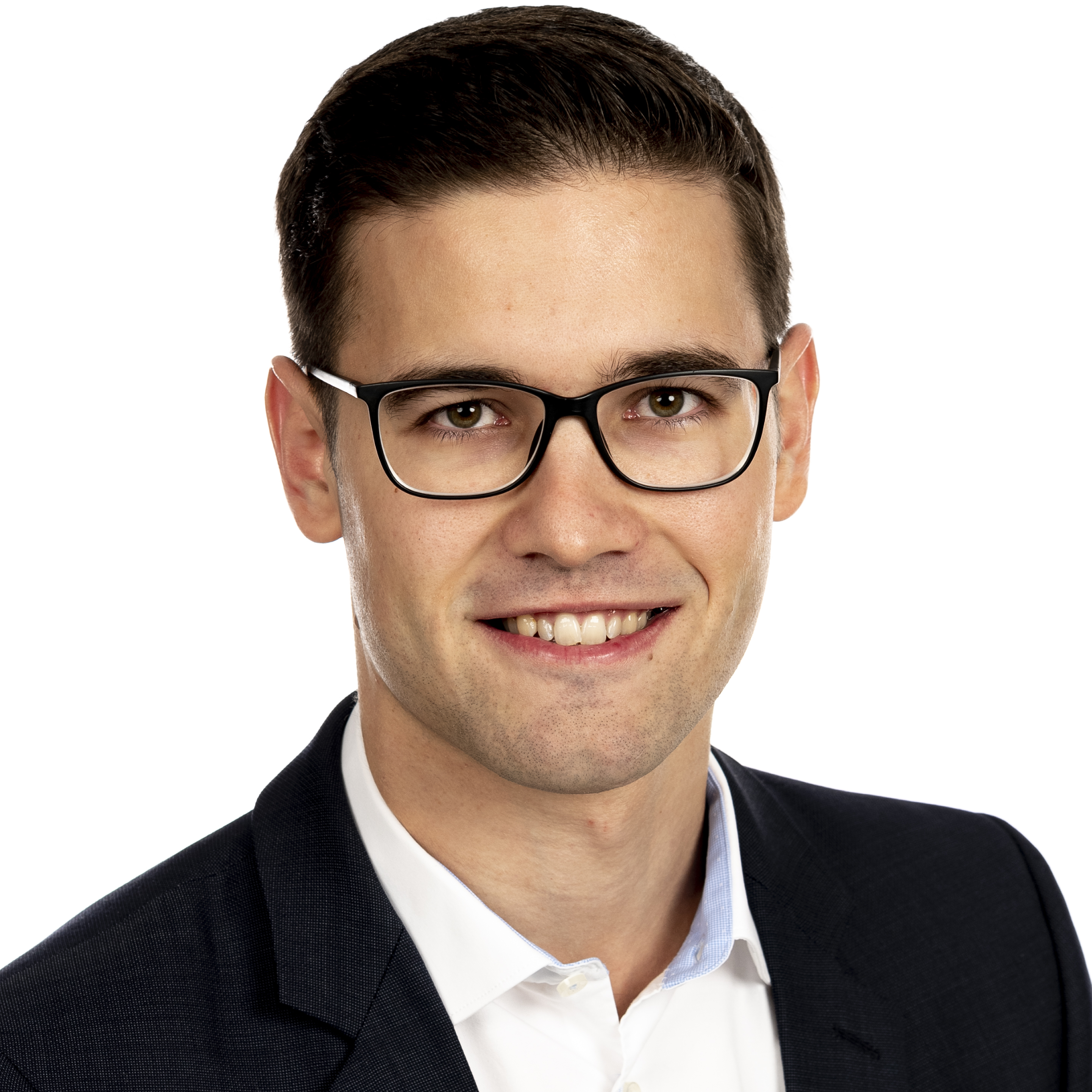
Wahlkampf-Aufnahme von Sascha Schmid im November 2019.

Sascha Schmid (* 21. November 1993 in Grabs) ist ein Schweizer Politiker der Schweizerischen Volkspartei (SVP). Seit 2016 vertritt er den Wahlkreis Werdenberg im St. Galler Kantonsrat.

## Leben und Wirken
Schmid wuchs als einziger Sohn seiner Eltern Ernst und Heidi Schmid (-Ackermann) in Grabs auf. Er absolvierte 2012 die eidgenössische Maturität in den Schwerpunkten Biologie und Chemie an der Kantonsschule Sargans. 2018 schloss er sein Bachelor-Studium im Fach Betriebswirtschaft an der Universität St. Gallen (HSG) ab. Bereits im Alter von 12 Jahren begann sich Schmid für die Politik zu interessieren, worauf er 2011 der Jungen SVP beitrat. Von 2016 bis 2020 leitete er als Präsident die Junge SVP des Kantons St. Gallen. Zudem gründete er 2015 zusammen mit Mike Egger den Verein Sichere Grenzen im Rheintal (SGiR), welcher sich für eine Stärkung der Grenzwacht an der Ostgrenze einsetzt. Im Februar 2016 wurde Sascha Schmid in den St. Galler Kantonsrat gewählt und vertritt seither den Wahlkreis Werdenberg. Seit 2020 ist Schmid an der Leitung der SVP-Fraktion im St. Galler Kantonsrat als deren Vizepräsident beteiligt und ist Mitglied der Finanzkommission.